# Skalární pole
V matematice a fyzice je skalární pole funkce přiřazující skalár v každém bodě prostoru. Příkladem může být například teplota, hustota nebo vlhkost vzduchu.

## Definice
Skalární pole na varietě M je (zpravidla příslušně hladká) funkce M→R, resp. M→C, kde R, C jsou reálná, komplexní čísla. V trojrozměrném prostoru jde tedy o funkci R3→R.

## Příklad
Příkladem skalárního pole je např. teplotní pole v určité místnosti. Pokud hovoříme o teplotě v místnosti, máme na mysli teplotu v jednom určitém měřícím bodě (tedy tam, kde se nachází teploměr). V různých částech místnosti je však obvykle teplota různá. Abychom určili teplotní pole, bylo by nutné změřit teplotu v každém bodě místnosti. Tato měření by navíc musela proběhnout ve stejném okamžiku, neboť teplota se může v průběhu času měnit. Teplotní pole tedy charakterizuje rozložení teploty a jeho změny v prostoru a čase.